# Orthobula qinghaiensis
Orthobula qinghaiensis là một loài nhện trong họ Phrurolithidae.
Loài này thuộc chi Orthobula. Orthobula qinghaiensis được Hsen Hsu Hu miêu tả năm 2001.